# Písečné (district de Jindřichův Hradec)
Pour les articles homonymes, voir Písečné.
Písečné (en allemand : Piesling) est une commune du district de Jindřichův Hradec, dans la région de Bohême-du-Sud, en République tchèque. Sa population s'élevait à 500 habitants en 2020.

## Géographie
Písečné se trouve à 9 km au sud-est de Slavonice, à 39 km au sud-est de Jindřichův Hradec, à 72 km à l'est de České Budějovice et à 145 km au sud-est de Prague.
La commune est limitée par Cizkrajov et Staré Hobzí au nord, par Dešná et Županovice à l'est, par l'Autriche au sud et par Slavonice à l'ouest.

## Histoire
La première mention écrite du village date de 1366.